# Oka Nikolov
Pour les articles homonymes, voir Nikolov.
Oka Nikolov est un footballeur macédonien né le 25 mai 1974 à Erbach (Odenwald) en Allemagne. Il évolue au poste de gardien de but.

## Palmarès
Eintracht Francfort
- 2.Bundesliga (1) : 1998